# 松野秋鳴
松野 秋鳴（まつの あきなり、1979年 - 2011年4月18日）は、日本のライトノベル作家。『えむえむっ!』などの作品で知られる。

## 人物
兵庫県川西市出身で、川西を本拠として執筆活動を行っていた。
デビュー作品『自己中戦艦2年3組』（発売タイトルは『青葉くんとウチュウ・ジン』、受賞時の名義は「秋鳴」）では第1回MF文庫Jライトノベル新人賞優秀賞を受賞。第2作となる『えむえむっ!』はテレビアニメ化を果たしたものの、完結を待たぬまま2011年4月18日に32歳で死去した。
死因については公表されていないが、松野と同じくMF文庫Jで執筆活動をしている榊一郎は、松野が2010年の時点で既に体調を崩していたうえに文庫関係のイベントなども欠席していたことを、Twitter上で明かしている。

## 作品一覧
- 『青葉くんとウチュウ・ジン』（MF文庫J / イラスト：超肉）
- 『えむえむっ!』（MF文庫J / イラスト：QP:flapper）
- 『まりあ†ほりっくアンソロジー』（MF文庫J / 日日日らと共著）